# Мішель Талагран
Мішель Талагран (фр. Michel Talagrand; нар. 15 лютого 1952) — французький математик, фахівець з функціонального аналізу та теорії ймовірностей. Викладач Сорбонни. Емерит — Directeur de recherche au CNRS.
- 1974: отримав агреже (фр. agrégé) з математики.
- 1977: захистив докторську дисертацію в Університеті П'єра і Марії Кюрі — під орудою Gustave Choquet[en].
- 1985: Directeur de recherche au CNRS[fr] в Institut de mathématiques de Jussieu – Paris Rive Gauche[en].

## Нагороди та визнання
- 1978: Бронзова медаль Національного центру наукових досліджень
- 1980: Премія Пекко-Вімонта Колеж де Франс
- 1985: Премія Серванта[de]
- 1990: Запрошений доповідач Міжнародного конгресу математиків[en] у Кіото.
- 1995: Loève Prize[en]
- 1997: Премія Ферма
- 1997: член-кореспондент Французької академії наук
- 1998: Запрошений доповідач Міжнародного конгресу математиків[en] у Берліні
- 2004: член Французької академії наук
- 2011: кавалер ордена Почесного Легіону
- 2019: Премія Шао[5][6]

## Доробок
- Pettis Integral and Measure Theory, Memoirs of the American Mathematical Society 307 (1984), 224 p.
- Probability in Banach Spaces, avec Michel Ledoux, Springer-Verlag (1991)
- Spin glasses, a Challenge for Mathematicians, Springer-Verlag (2003)
- The Generic Chaining, Springer-Verlag (2005), retravaillé dans le livre Upper and Lower Bounds for Stochastic Processes, Springer-Verlag, 2014 ISBN 978-3-642-54074-5

- Espaces de Banach faiblement K-analytiques, Annals of Mathematics 110 (1979), p. 407—438
- Regularity of Gaussian processes, Acta Mathematica 159 (1987) p. 99-149
- Some distributions that allow perfect packing, (avec W. Rhee), Journal of the ACM 35 (1988), p. 564—578
- The Three Space Problem for L1, Journal of the American Mathematical Society 3 (1989) p. 9-30
- Type, infratype and the Elton-Pajor theorem, Inventiones Mathematicae 107 (1992), p. 41-59
- Sharper bounds for Gaussian and empirical processes, Annals of Probability 22 (1994), p. 28-76
- Matching theorems and discrepency computations using majorizing measures, Journal of the American Mathematical Society 7 (1994), p. 455—537
- Concentration of measure and isoperimetric inequalities in product spaces, Publications de l'IHES 81 (1995), p. 73-205
- Sections of smooth convex bodies via majorizing measures, Acta Mathematica 175 (1995), p. 273—306
- The Parisi Formula, Annals of Mathematics 163 (2006) p. 221—263